# Berthold van Zähringen
Berthold van Zähringen, bijg.met de Baard, (ca.1000 - Weilheim an der Teck, 5 november 1078) was hertog van Karinthië en markgraaf van Verona. 
Berthold was een zoon van graaf Berthold III in de Breisgau en vermoedelijk Liutgard van Nellenburg. Vader Bethold was een van de belangrijkste graven in Duitsland. Van hem erfde Berthold grote bezittingen in Zwaben, waaronder de Ortenau, de Thurgau, de Breisgau en de Baar (streek rond Donaueschingen). Berthold was een trouwe vazal van keizer Hendrik III en die beloofde hem de titel van hertog van Zwaben. Toen de functie vrijkwam, was Hendrik overleden en zijn weduwe Agnes van Poitou (1024-1077) gaf de functie aan Rudolf van Rheinfelden die haar dochter had geschaakt. Als compensatie kreeg Berthold later het hertogdom Karinthië en het markgraafschap Verona.
Omdat de persoonlijke bezittingen van Berthold in Zwaben lagen, en hij daar dus vaak aanwezig moest zijn, had hij beperkte mogelijkheden om zijn gezag in Karinthië en Verona te vestigen. Veel macht in Karinthië was in handen van Markwart IV van Eppenstein die zich volledig aan het gezag van Berthold onttrok. Net als de meeste Zuid-Duitse vorsten koos Berthold in 1077 partij voor tegenkoning Rudolf van Rheinfelden tegen keizer Hendrik IV. Hendrik IV nam daarop Berthold zijn titels af en veroordeelde hem op de Rijksdag van Ulm als verrader. Berthold werd daarbij ook vogelvrij verklaard. Hij trok zich terug op zijn bezittingen in Zwaben, op het door hem gebouwde kasteel op de Limburg (een berg) bij Weilheim an der Teck. Daar stierf hij een jaar later.
Berthold werd begraven in het klooster van Hirsau, waar hij grote giften had gegeven voor de bouw van de kloosterkerk. Hij had ook het klooster van Weilheim an der Teck gesticht, en grote schenkingen gegeven aan de kerk in Bazel.
Berthold was in zijn eerste huwelijk gehuwd met Richwara (ca. 1030 - ca. 1055). Het is niet bekend wie haar ouders waren, bij alle bestaande theorieën bestaan sterke tegenargumenten. Berthold en Richwara kregen de volgende kinderen:
- Herman I van Baden
- Berthold II van Zähringen
- Gebhard, bisschop van Konstanz (-1110)
- Richinza van Spitzenberg (ovl. ca. 1100), erfgename van het kasteel Spitzenberg, gehuwd met een heer van Frickingen en voor 1092 met Lodewijk van Sigmaringen (-1092). Zij is begraven in de Abdij Schaffhausen
- Liutgard (ca. 1050 - 18 maart ca. 1119), gehuwd met markgraaf Diephold II van Vohburg (-1078) en met graaf Ernst I van Grögling-Hirschberg

In zijn tweede huwelijk was Berthold getrouw met Beatrix van Pfirt (-1092), dochter van Lodewijk in de Sundgouw en Sophia van Bar. Uit dit huwelijk zijn geen kinderen bekend.